# Sauropus aphyllus
Sauropus aphyllus är en emblikaväxtart som beskrevs av J.T.Hunter och J.J.Bruhl. Sauropus aphyllus ingår i släktet Sauropus och familjen emblikaväxter. Inga underarter finns listade i Catalogue of Life.